# Парламентские выборы в Тринидаде и Тобаго (1928)
Парламентские выборы в Тринидаде и Тобаго проходили в начале 1928 года. В четырёх из семи избирательных округов был представлен единственный кандидат. В остальных трёх округах выборы прошли 11 февраля (Сент-Патрик и Тобаго) и 3 марта (Карони).

## Избирательная система
Законодательный совет включал 12 официальных членов (государственных служащих), шесть назначенных членов, семь избираемых членов и губернатора, который был спикером Совета. Семь выборных членов Совета избирались по семи одномандатным округам.
Избирательными правами обладали только владельцы собственности в своём избирательном округе с оценочной стоимостью $60 (или владели недвижимостью в другом месте с оценочной стоимостью $48) и арендаторы или жильцы, которые платили те же суммы в виде арендной платы. Избиратели должны были понимать разговорный английский. Любой, кто получал пособие по бедности в течение последних шести месяцев до дня голосования лишались права участвовать в голосовании. В результате таких ограничений только 6 % населения Тринидада и Тобаго имели право голосовать. В отличие от предыдущих выборов 1925 года, избирательный возраст для женщин был понижен с 30 лет до 21 года, что значительно увеличило число граждан, обладающих правом голоса. 
Ограничения в отношении кандидатов в депутаты были ещё более строгими: кандидатом мог быть только мужчина, который жил в этом избирательном округе, хорошо владеющий английским языком и имеющий имущества на сумму не менее $12 000 или же имущества, с которого он получал не менее $960 в год за аренду. Для кандидатов, которые не проживали в своём избирательном округе по крайней мере год, стоимость необходимой недвижимости удваивалась.

## Результаты
В 4 избирательных округах был единственный кандидат. Четыре из семи избранных депутатов — Артур Эндрю Киприани, Фрэнсис Хосеин, Тимоти Рудал и Сарран Теелаксингх поддерживались Ассоциацией рабочих Тринидада, как и проигравший кандидат в Тобаго, А. Боннет. Остальные три избранные кандидаты были независимые.